# Cesare Cevenini
Cesare Cevenini IV (Milano, 18 luglio 1899 – Deiva Marina, 29 giugno 1996) è stato un calciatore italiano, di ruolo difensore.

## Carriera
La sua carriera da calciatore venne condizionata dal servizio militare e dalla prima guerra mondiale: venne infatti reclutato d'urgenza, appena diciottenne, subito dopo la disfatta di Caporetto e tornò dal fronte con i piedi congelati. Dopo aver iniziato a giocare nel Milan nel 1917-1918, disputando una partita in Coppa Mauro, nel 1919 approdò all'Inter, nella quale giocò fino al 1925, vincendo uno scudetto, rimanendo poi inattivo per due stagioni con i nerazzurri fino alla messa nin lista di trasferimento per motivi di lavoro.
A lui è stata erroneamente attribuito il tesseramento al Monza per la stagione 1925-1926, erronea presenza perché il calciatore tesserato per i biancoazzurri monzesi risulta aver giocato in quelle giovanili già dal campionato ragazzi della stagione 1922-1923 ed è per pura omonimia (questi era nato a Monza nel 1905, aveva un doppio nome di battesimo e il primo nome era proprio Cesare) e coincidenza con le liste di trasferimento dei nerazzurri si è attribuito a Cevenini IV il passaggio al Monza che in quegli anni fino al 1926 non aveva tesserato alcun giocatore milanese perché il cassiere del Monza non pagava sottobanco stipendi oppure rimborsi spese per viaggi da Milano a nessun giocatore non monzese essendo tutti i giocatori monzesi tutti dilettanti.
Successivamente si trasferì per motivi di lavoro a Spezia andando a giocare all'Odero-Terni nelle stagioni di (Seconda Divisione 1928-1929 e 1929-1930), città nella quale trovò impiego presso l'Arsenale. Giocò infine nel Levanto. La dinastia dei 5 fratelli calciatori si compone, oltre a lui, anche di Aldo, Mario, Luigi e Carlo. Morì nel giugno 1996 a Deiva Marina, ormai novantasettenne.

## Palmarès
- Campionato italiano: 1

Inter: 1919-1920